# Horyniec (gromada)
Horyniec – dawna gromada, czyli najmniejsza jednostka podziału terytorialnego Polskiej Rzeczypospolitej Ludowej w latach 1954–1972.
Gromady, z gromadzkimi radami narodowymi (GRN) jako organami władzy najniższego stopnia na wsi, funkcjonowały od reformy reorganizującej administrację wiejską przeprowadzonej jesienią 1954 do momentu ich zniesienia z dniem 1 stycznia 1973, tym samym wypierając organizację gminną w latach 1954–1972.
Gromadę Horyniec z siedzibą GRN w Horyńcu (od 1998 pod nazwą Horyniec-Zdrój) utworzono – jako jedną z 8759 gromad na obszarze Polski – w powiecie lubaczowskim w woj. rzeszowskim na mocy uchwały nr 26/54 WRN w Rzeszowie z dnia 5 października 1954. W skład jednostki weszły obszary dotychczasowych gromad Horyniec, Krzywa, Nowiny Horynieckie, Podemszczyzna, Radruż i Wólka Horyniecka ze zniesionej gminy Horyniec w tymże powiecie. Dla gromady ustalono 23 członków gromadzkiej rady narodowej.
1 stycznia 1960 do gromady Horyniec włączono obszar zniesionej gromady Brusno Nowe w tymże powiecie.
Gromada przetrwała do końca 1972 roku, czyli do kolejnej reformy gminnej. 1 stycznia 1973 w powiecie lubaczowskim reaktywowano gminę Horyniec (1 stycznia 2002 przemianowaną na Horyniec-Zdrój).